# Arbanija
Arbanija (italienska: Albania) är en ort i Kroatien. Orten har 374 invånare (2011) och tillhör  administrativt staden Trogir i Split-Dalmatiens län. 

## Etymologi
Ortens kroatiska namn Arbanija kommer från benämningen för arbanasifolket (se albaner i Kroatien). Arbanasi kom från dagens Albanien och bosatte under den venetianska administrationen på 1700-talet på flera platser i Dalmatien. 

## Geografi och klimat
Arbanija är beläget vid havet på den norra delen ön av Čiovo, öster om Trogirs historiska stadskärna. Orten gränsar till Mastrinka åt nordväst, Žedno åt sydväst och Slatine i öster.

## Demografi

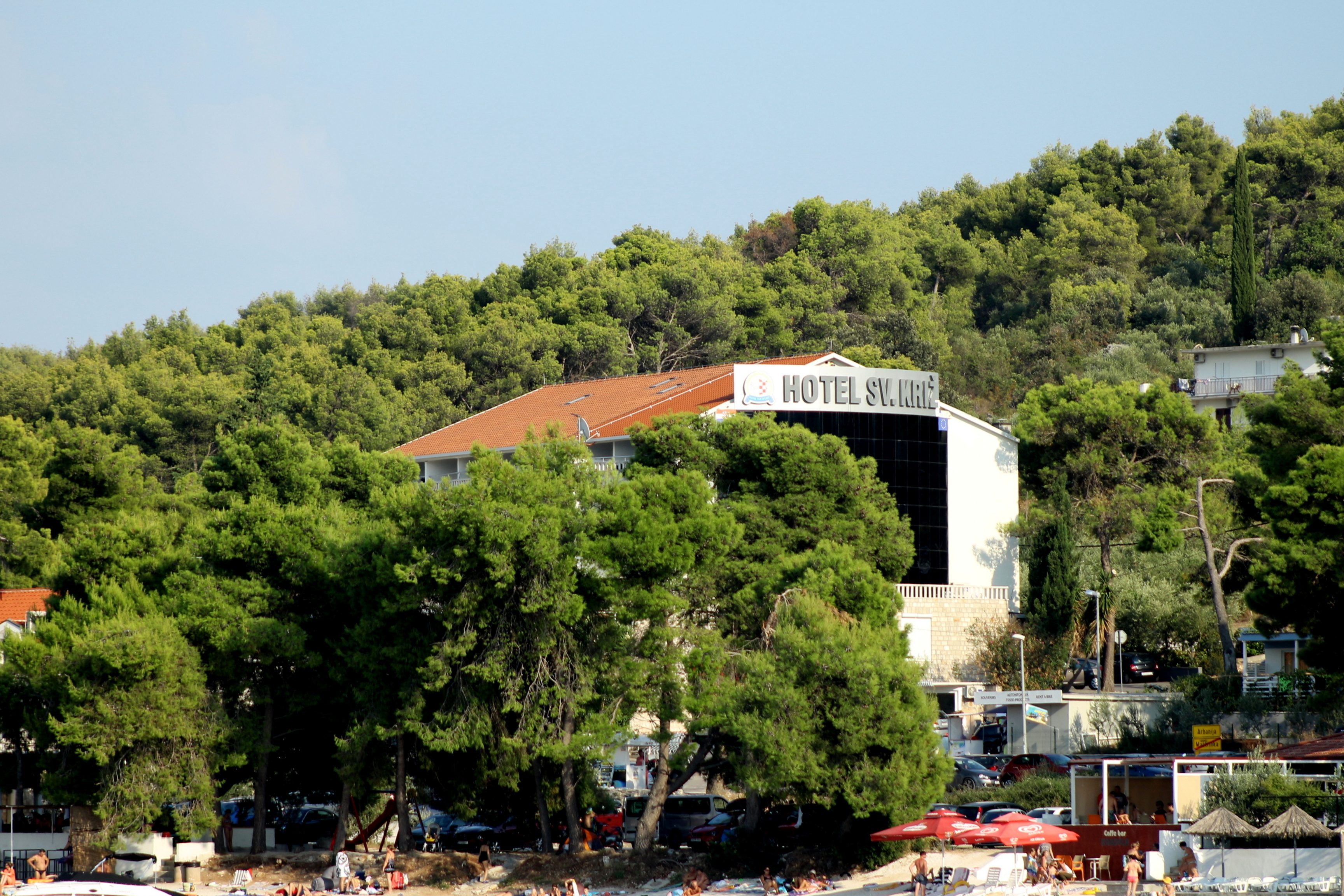
Hotellet Sveti Križ i Arbanija år 2018.

Av Arbanijas 374 invånare är 194 kvinnor och 180 män (2011).
| Befolkningsutveckling 1857–2011* Källa: Kroatiska statistiska centralbyrån | Befolkningsutveckling 1857–2011* Källa: Kroatiska statistiska centralbyrån | Befolkningsutveckling 1857–2011* Källa: Kroatiska statistiska centralbyrån | Befolkningsutveckling 1857–2011* Källa: Kroatiska statistiska centralbyrån | Befolkningsutveckling 1857–2011* Källa: Kroatiska statistiska centralbyrån | Befolkningsutveckling 1857–2011* Källa: Kroatiska statistiska centralbyrån | Befolkningsutveckling 1857–2011* Källa: Kroatiska statistiska centralbyrån | Befolkningsutveckling 1857–2011* Källa: Kroatiska statistiska centralbyrån | Befolkningsutveckling 1857–2011* Källa: Kroatiska statistiska centralbyrån | Befolkningsutveckling 1857–2011* Källa: Kroatiska statistiska centralbyrån | Befolkningsutveckling 1857–2011* Källa: Kroatiska statistiska centralbyrån | Befolkningsutveckling 1857–2011* Källa: Kroatiska statistiska centralbyrån | Befolkningsutveckling 1857–2011* Källa: Kroatiska statistiska centralbyrån | Befolkningsutveckling 1857–2011* Källa: Kroatiska statistiska centralbyrån | Befolkningsutveckling 1857–2011* Källa: Kroatiska statistiska centralbyrån | Befolkningsutveckling 1857–2011* Källa: Kroatiska statistiska centralbyrån |
| --- | -------------------------------------------------------------------------- | -------------------------------------------------------------------------- | -------------------------------------------------------------------------- | -------------------------------------------------------------------------- | -------------------------------------------------------------------------- | -------------------------------------------------------------------------- | -------------------------------------------------------------------------- | -------------------------------------------------------------------------- | -------------------------------------------------------------------------- | -------------------------------------------------------------------------- | -------------------------------------------------------------------------- | -------------------------------------------------------------------------- | -------------------------------------------------------------------------- | -------------------------------------------------------------------------- | -------------------------------------------------------------------------- |
| 1857 | 1869                                                                       | 1880                                                                       | 1890                                                                       | 1900                                                                       | 1910                                                                       | 1921                                                                       | 1931                                                                       | 1948                                                                       | 1953                                                                       | 1961                                                                       | 1971                                                                       | 1981                                                                       | 1991                                                                       | 2001                                                                       | 2011                                                                       |
| 0 | 0                                                                          | 73                                                                         | 89                                                                         | 103                                                                        | 102                                                                        | 0                                                                          | 268                                                                        | 242                                                                        | 266                                                                        | 249                                                                        | 223                                                                        | 301                                                                        | 613                                                                        | 370                                                                        | 374                                                                        |
| *Åren 1857, 1869 och 1921 tillhörde Arbanija administrativt Žedno och dess invånarantal redovisas inte separat. Fram tills år 1991 inkluderar invånarantalet Mastrinka som först därefter får status som en egen ort. |                                                                            |                                                                            |                                                                            |                                                                            |                                                                            |                                                                            |                                                                            |                                                                            |                                                                            |                                                                            |                                                                            |                                                                            |                                                                            |                                                                            |                                                                            |